# Reichsdeputationshauptschluss

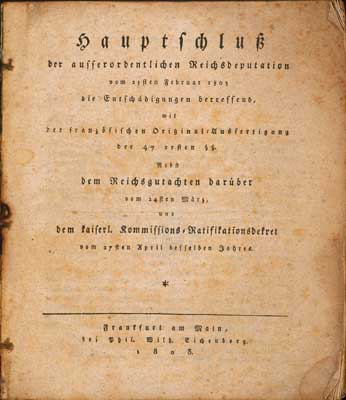
Reichsdeputationshauptschlusses - pagina de titlu, 25 februarie 1803

Reichsdeputationshauptschluss, de asemenea Hauptschluss der außerordentlichen Reichsdeputation (în traducere „Concluzia principală a deputației imperiale extraordinare”) este rezoluția adoptată de Dieta Sfântului Imperiu Roman la 24 martie 1803 și ratificată de împăratul Francisc al II-lea. Rezoluția a devenit lege pe 27 aprilie fiind de fapt ultima lege semnificativă imperială înainte de dizolvarea imperiului în 1806. 

## Deputație imperială
Reichsdeputationshauptschluss a fost aprobată de o deputație imperială (în germană Reichsdeputation) pe 25 februarie 1803 și înaintată dietei imperiale pentru adoptare. Această rezoluție s-a bazat pe un plan convenit în iunie 1802 între Franța și Rusia și pe principiile generale conturate în Tratatul de la Lunéville din 1801. În total 2 principate electorale laice, 9 episcopii, 44 de mănăstiri imperiale și 45 de orașe imperiale libere au dispărut. Aproape 45 000 km² și aproape 5 milioane de oameni au schimbat stăpânirea.
Deputația imperială s-a întrunit în 50 de sesiuni, prima dintre acestea având loc pe 24 august 1802, iar ultima pe 10 mai 1803 (după ce dieta a aprobat documentul final și acesta a fost ratificat de împărat). Locul întâlnirilor a fost primăria din Regensburg.

## Premize istorice

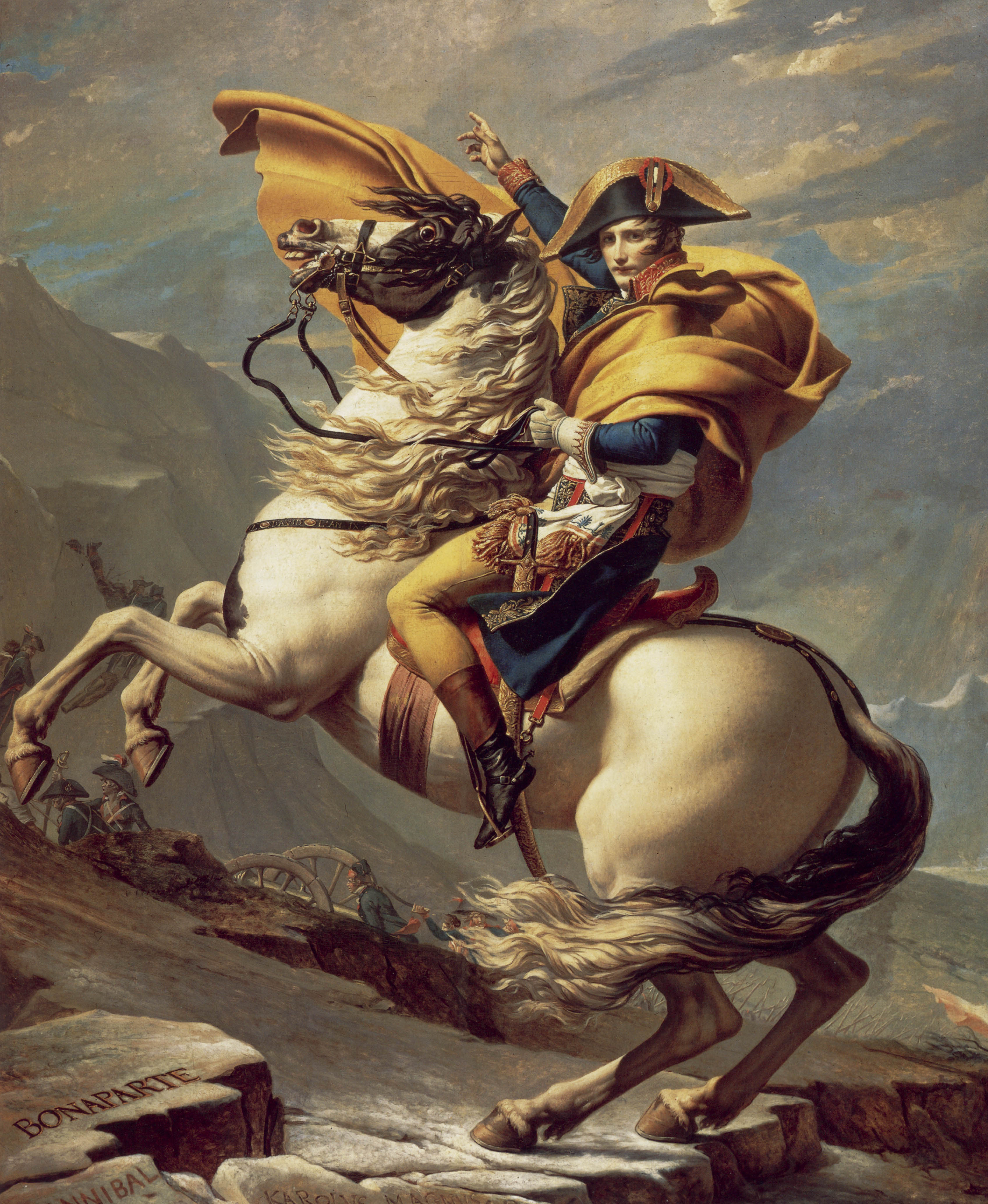
Jacques-Louis David: Napoleon traversând Marele Sf. Bernard

După reluarea ostilităților între Franța revoluționară și monarhia habsburgică în Războiul celei de a Doua Coaliții, primul consul, ulterior devenit împărat al Franței, Napoleon, a trecut Alpii Pennini prin pasul Marele Saint-Bernard și a învins armata austriacă pe 14 iunie 1800 în Bătălia de la Marengo. În același timp generalul francez Jean Victor Moreau i-a împins pe austrieci înapoi peste Rin până la râul Isar. Pe 3 decembrie 1800 el a încercuit trupele austriece și bavareze aproape de Hohenlinden, forțând Austria să se retragă din război. În așa-numita Pace de la Lunéville (9 februarie 1801) împăratul, în calitate de conducător al Sfântului Imperiu Roman, a confirmat cedarea malului stâng al Rinului către Franța, ceea ce fusese deja convenit cu Prusia prin Pacea de la Basel din 1795 și cu Austria prin Pacea de la Campo Formio în 1797. Clauzele secrete ale tratatelor încheiate la Basel și Campo Formio și rezoluțiile Congresului de la Rastatt (1797–1799) stipulaseră că pierderile teritoriale ale prinților imperiali de pe malul stâng al Rinului urmau să fie compensate prin secularizare și parțial prin mediatizare cu cele de pe malul drept al Rinului. Prin Pacea de la Lunéville - și nu abia prin Reichsdeputationshauptschluss - deciziile fuseseră deja luate. Doar împărțirea concretă a teritoriilor și principatelor nu fusese încă reglementată.
În vara anului 1802 datorită problemelor politicii externe, Napoleon a trebuit să încheie cât mai repede negocierile privind compensarea teritoriilor. Se profila deja următorul război cu Regatul Unit al Marii Britanii. Imperiul Rus sub țarul Alexandru I amenința să se întoarcă împotriva Franței. Neutralitatea Prusiei devenise incertă. Pentru a da negocierilor dintre Imperiu și Franța o notă legitimă, Napoleon avea încă nevoie de aprobarea legală a împăratului de la Viena. Cu concesia că o parte a Episcopiei de Eichstätt urma să revină principatului de Salzburg, condus de Habsburgi, Napoleon a reușit să-l convingă pe împărat să permită Dietei Perpetue din Regensburg să conducă discuțiile. Dieta propusese deja pe 2 octombrie 1801 ca planul de compensare să fie întocmit de o comisie separată, așa-numita Reichsdeputation, care urma să fie formată din reprezentanți ai principatelor Mainz, Saxonia, Brandenburg, Boemia și Bavaria, ducele de Württemberg, landgraful de Hessa-Kassel și Marele Maestru al Ordinului Cavalerilor Teutoni. Cu toate acestea, chiar înainte de întâlnirea Deputației imperiale în august 1802, Napoleon și imperiul țarist au elaborat ca „bază de discuție” un plan de compensare, așa-numitul Act de mediere din 3 iunie 1802. În timp ce Rusia era interesată să susțină rudele familiei țariste din sudul imperiului german, Franța dorea să obțină o contrabalansare a poziției Austriei. Deputația imperială trebuia doar să confirme aceste idei franco-ruse și nu putea aduce decât schimbări minore.

## Consecințe

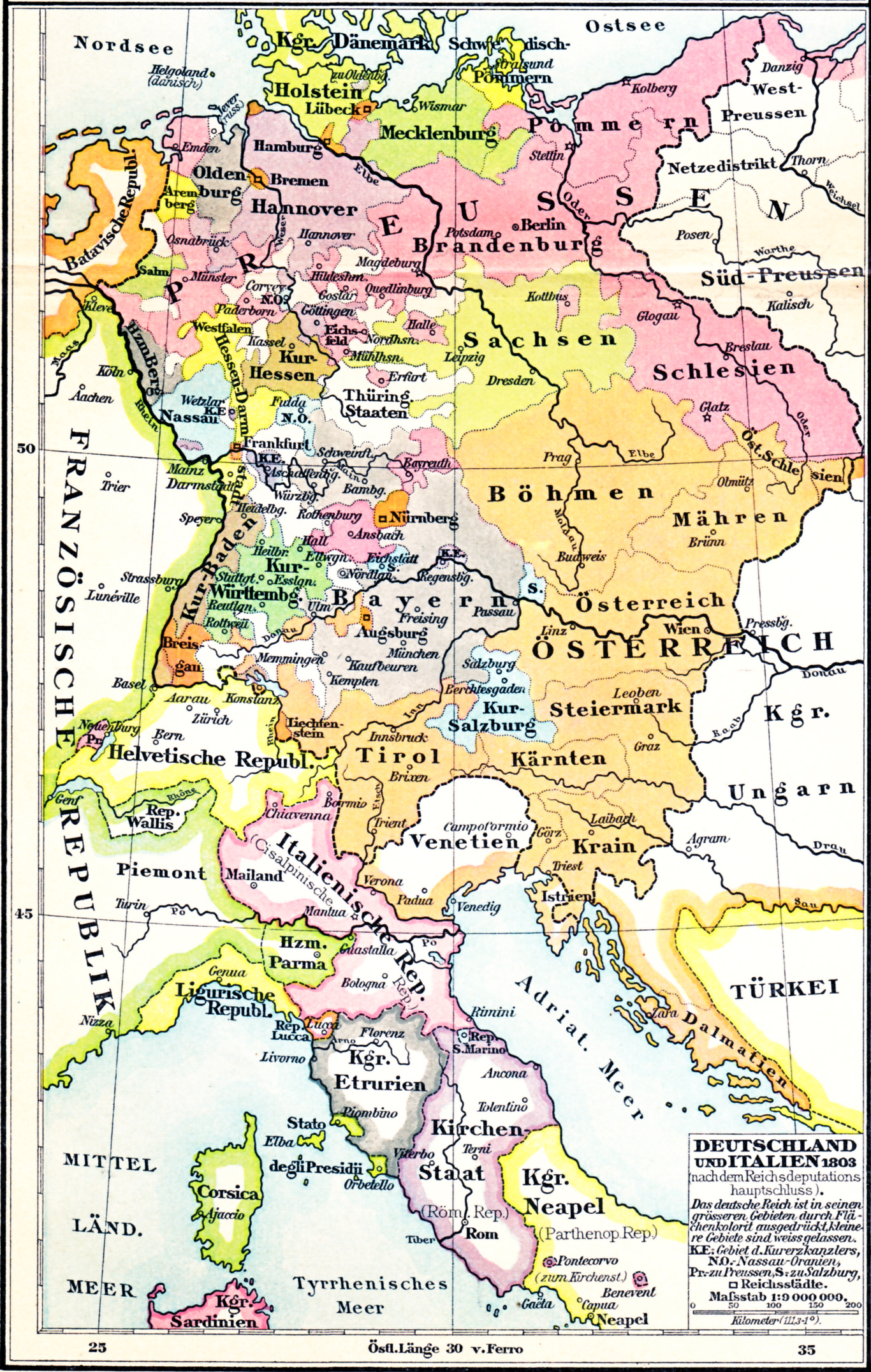
Teritoriile germane și Italia după Reichsdeputationshauptschluss (1803)

Din 51 de orașe imperiale libere, 45 au fost alipite marilor principate vecine. Câteva principate mai mari și-au mărit semnificativ teritoriul (mai ales Baden, Württemberg, Bavaria și Prusia), iar Baden, Hessa-Kassel și Württemberg au câștigat statut electoral, înlocuind trei principate cu statut electoral care dispăruseră prin secularizare și mediatizare. Dintre orașele imperiale libere, doar Augsburg, Bremen, Frankfurt, Hamburg, Lübeck și Nürnberg au supraviețuit ca entități independente. Cu toate acestea, Augsburg și Nürnberg aveau să-și piardă suveranitatea în cursul Tratatului de Pace de la Pressburg din 1805 și prin Actul Confederației Rinului din 1806.
Reichsdeputationshauptschluss a încheiat existența de secole a imperiului romano-german. În afară de statul papal, Sfântul Imperiu Roman a fost singura entitate politică din Europa în care s-au combinat funcțiile guvernamentale cu cele spiritual-ecleziastice.

### Rolul în căderea Sfântului Imperiu Roman
Potrivit istoricului Anton Schindling, întrebarea principală este dacă Reichsdeputationshauptschluss a marcat de fapt începutul sfârșitului Sfântului Imperiu Roman. Schindling vede evenimentul ca pe o ultimă încercare de reformare și reorganizare a imperiului. Presiunea militară a Franței dezvăluise lipsa de apărare a orașelor imperiale, a ordinelor cavalerilor imperiali și a principatelor ecleziastice. Pe de altă parte, principatele laice mai mari păreau mai capabile să contracareze expansiunea franceză. Potrivit lui Schindling, dispariția cârmuitorilor mai mici prin secularizare și mediatizare în favoarea celor mai mari poate fi înțeleasă ca un proces de conservare a imperiului.
Istoricul Christopher Clark vede în Reichsdeputationshauptschluss o „revoluție geopolitică” care a dărâmat irevocabil bazele Sfântului Imperiu Roman. „Motivul de existență” al imperiului fusese acela de a proteja „diversitatea politică și corporativă a vechii Europe Centrale”. Datorită declinului principatelor ecleziastice și a majorității orașelor imperiale libere, determinat de Reichsdeputationshauptschluss, ambiția principatelor mari și mijlocii pentru propria suveranitate s-a accentuat. Instituțiile cele mai înalte ale imperiului, precum Dieta perpetuă din Regensburg (Immerwährende Reichstag) și curtea imperială de judecată (Reichskammergericht) au stat în calea acestor ambiții ale principilor, astfel încât soluția ruperii de imperiu și alianța cu Franța au devenit din ce în ce mai atractive.
Principatele din sudul imperiului, Württemberg, Baden și Bavaria, au beneficiat cel mai mult de câștigurile teritoriale și de creșterea rangului prin Reichsdeputationshauptschluss. Ca aliați francezi, aceștia urmau să formeze o zonă-tampon față de Austria. Napoleon și ministrul său de externe, Talleyrand, doreau să mărească aceste principate suficient de mult pentru ca ele să sprijine Franța în războaiele sale, dar să le păstreze suficient de mici încât să nu amenințe poziția Franței. Astfel, politica externă franceză a folosit Reichsdeputationshauptschluss pentru a slăbi legăturile vechi de secole dintre împărat roman-german și principatele din sudul imperiului.
La Paris pe 12 iulie 1806 cancelarul Carol Teodor de Dalberg a fondat Confederația Rinului care cuprindea Bavaria, Württemberg, Baden, Hessa-Darmstadt, Nassau, Kleve-Berg și alte principate sub protecția lui Napoleon. Membrii confederației au declarat pe 1 august ieșirea din imperiu. Încă de la Pacea de la Pressburg, care a pus capăt celui de-al treilea război al coaliției, Francisc al II-lea acceptase că Bavaria, Württemberg și Baden deveniseră suverane fiind astfel plasate pe picior de egalitate cu Prusia și Austria. De atunci aceste țări s-au aflat efectiv în afara constituției imperiale.
La 6 august 1806 împăratulul Francisc al II-lea a abdicat depunând oficial coroana imperială și a declarat imperiul dizolvat. Acest pas era deja planificat, dar factorul decisiv a fost ultimatumul dat de Napoleon pe 22 iulie: dacă împăratul Francisc nu abdica până la 10 august, trupele franceze aveau să atace Austria. Pentru că pierderea statutului său era previzibilă de mult timp, cu doi ani înainte, pe 11 august 1804, Francisc al II-lea a proclamat Imperiul Austriac și începând din 6 august 1806 el devenit Francisc I al Austriei.

### Consecințe religioase
Unul dintre efectele secundare pozitive ale Reichsdeputationshauptschluss este faptul că, odată cu desființarea principatelor ecleziastice, a început să fie aplicată o politică de toleranță față de cele trei confesiuni pentru prima dată în tot imperiul. Potrivit lui Schindling, înainte de 1803 nu exista o egalitate legală formală pentru persoanele care nu aparțineau religiei catolice, nici în mănăstiri, nici în eparhiile princiare. Principatele laice mai mari, ca Württemberg și Baden, au fost forțate să renunțe la unitatea lor confesională, ca urmare a integrării zonelor nou dobândite. Reichsdeputationshauptschluss a devenit astfel catalizatorul libertății religioase în principatele germane, deși evreii și credincioșii de alte religii decât cele creștine erau excluși de această toleranță.
Secularizarea și mediatizarea ulterioară au transformat complet imperiul. Coeziunea imperială și-a pierdut pilonii principali odată cu prinții ecleziastici și orașele imperiale tradițional loiale. Prin aceasta biserica imperială a încetat să mai existe. Poziția anticlericală a Franței a contribuit semnificativ la căderea bisericii imperiale, iar împăratul a fost astfel lipsit de o importantă poziție de putere. 
În acest fel, Colegiul imperial al prinților, care anterior fusese dominat de catolici, a devenit predominant protestant, la fel ca și Colegiul principilor electori. Numărul teritoriilor subordonate direct imperiului a scăzut de la câteva sute la aproximativ treizeci și patru. Prin Reichsdeputationshauptschluss numărul principatelor cu teritorii mici și foarte mici s-a micșorat considerabil, noile principate cu teritorii mici și mijlocii fiind mai ușor gestionabile.
Biserica catolică a avut nevoie de două decenii pentru ca, după negocieri dificile cu principatele „napoleoniene”, să consolideze pe o nouă bază înzestrarea și reorganizarea eparhiilor.

### Consecințe teritoriale
|             | pierderi | pierderi | profituri | profituri |
| km²         | oameni   | km²      | oameni    |           |
| ----------- | -------- | -------- | --------- | --------- |
| Prusia      | 2000     | 140 000  | 12 000    | 600 000   |
| Bavaria     | 10 000   | 600 000  | 14 000    | 850 000   |
| Baden       | 450      | 30 000   | 2000      | 240 000   |
| Württemberg | 400      | 30 000   | 1500      | 120 000   |

Deși compensațiile pentru pierderile suferite de principatele germane prin Reichsdeputationshauptschluss reprezentau o problemă internă a Sfântului Imperiului Roman, stabilirea acestora a fost dirijată de Napoleon I prin ministrul afcerilor externe, Charles maurice de Talleyrand.
Deoarece Salzburg pierduse Breisgau și o parte din arhiepiscopia de Passau care fuseseră date arhiducelui de Toscana și ducelui de Modena (ce pierduseră principatele lor din Italia) sfera de influență austriacă în comerțul regional se restrânsese deși obținerea episcopiilor de Brixen și Trient la sud de pasul Brenner era pretinsă a fi o compensare echivalentă corectă. Imperiul, implicit Austria, au fost afectate nu atât de mărirea teritorială a Prusiei, Bavariei, Würtenberg, Baden și Hanovrei, cât de faptul că aceasta a fost urmarea intervenției Franței și nu a hotărârii împăratului. Modul de desfășurare a procesului de compensare teritorială a fost resimțită ca o umilire națională care a confirmat faptul că împăratul era neputincios.
Baden, Bavaria și Württemberg au înregistrat câștiguri teritoriale mari, suferind doar pierderi foarte mici. De exemplu, margraful Carol Frederic de Baden a primit de opt ori mai mulți supuși decât avea teritoriul cedat de pe malul stâng al Rinului. 
Prusia a pus stăpânire pe teritorii ecleziastice chiar înainte de Reichsdeputationshauptschluss, lucru deja menționat în tratatul din 23 mai 1802 încheiat cu Franța. Pentru Prusia secularizarea nu era ceva nou. Încă din anii 1740, principatul Hohenzollern a revendicat teritorii ecleziastice, însă fără succes. Episcopia Hildesheim și partea de est a Episcopiei Münster erau încă ocupate de trupele prusace în 1802. Reichsdeputationshauptschluss a legalizat în cele din urmă acțiunile militare ale Prusiei.
Principatul Braunschweig-Lüneburg (Hanovra) nu a fost afectat de vreo pierdere deoarece nu avea teritorii pe malul stâng al Rinului pentru care să fi putut pretinde compensații. Totuși, principatul a reușit să încorporeze Episcopia Osnabrück, însă pretenția asupra Episcopiei Hildesheim nu a fost satisfăcută. Negocierile cu Prusia, care urmărea să schimbe Hildesheim cu Episcopia Osnabrück, au eșuat, dar au permis Prusiei să staționeze trupe în imediata vecinătate a Hanovrei. Reichsdeputationshauptschluss a creat astfel condițiile pentru ca Hanovra să fie anexată pentru scurt timp de Prusia la sfârșitul lunii ianuarie 1806.
Prin Reichsdeputationshauptschluss Württemberg a primit un total de nouă orașe imperiale, un sat și opt domenii ecleziastice pentru compensarea teritoriilor de pe malul stâng al Rinului. Frederic I, care devenise principe elector de Württemberg, a folosit noile sale teritorii pentru a-și extinde puterea absolutistă. Regatul Württemberg de pe malul drept al Rinului și-a dublat teritoriul, fiindu-i adăugate teritorii care aparținuseră anterior Austriei și unor mănăstiri catolice din Suabia Superioară.
După Reichsdeputationshauptschluss Austria a pierdut odată cu orașele imperiale, principatele ecleziastice și teritoriile ordinelor cavalerilor imperiali cei mai importanți aliați din imperiu. În calitate de conducători ai imperiului, Habsburgii își salvaseră timp de secole aliații de la pericolul de a fi acaparați de vecinii lor mai mari. Și din punct de vedere juridic aceștia erau mult mai dependenți de imperiul romano-german decât de marile teritorii suverane. Câștigurile teritoriale austriece au fost extrem de mici prin câștigarea arhiepiscopiilor de Brixen și Trento. Austria Anterioară, care timp de secole asigurase Habsburgilor o prezență puternică în sud-vestul imperiului, a fost în mare parte pierdută. Napoleon, din poziția sa de împărat protector al Sfântului Imperiu Roman, a preluat din ce în ce mai mult rolul de protector al principatelor germane.
Landgrafiatul de Hessa-Kassel a câștigat doar puțin din negocieri. Landgraful Wilhelm al IX-lea a refuzat să plătească mită guvernului francez împotriva sfaturilor consilierilor săi. Neîncrederea față de reprezentanții săi le-a restrâns acestora libertatea de negociere la Regensburg. Prin Reichsdeputationshauptschluss, Wilhelm a primit doar orașele Fritzlar, Naumburg, Amöneburg și Neustadt, care aparținuseră inițial Episcopiei de Mainz, precum și orașul imperial Gelnhausen - un gaj primit anterior. Pe 16 mai 1803, Wilhelm a fost numit prinț elector. Această creștere în rang, la care tânjiseră mult predecesorii săi, a fost sărbătorită timp de trei zile la Kassel, dar noul titlu s-a dovedit a fi lipsit folos, deoarece până la căderea imperiului nu au mai avut loc alegeri imperiale.